# Pselaphodes
Genre
Pselaphodes est un genre de coléoptères de la famille des Staphylinidae et de la sous-famille des Pselaphinae.

## Liste des espèces
Le genre comprend les espèces suivantes :
- Pselaphodes aculeus Yin, Zi-Wei, Li-Zhen Li & Mei-Jun Zhao, 2010
- Pselaphodes aduncus Huang, Meng-Chi, Li-Zhen Li & Zi-Wei Yin, 2018
- Pselaphodes anhuianus Yin & Li, 2013
- Pselaphodes anjiensis Huang, Meng-Chi, Li-Zhen Li & Zi-Wei Yin, 2018
- Pselaphodes antennarius Huang, Meng-Chi, Li-Zhen Li & Zi-Wei Yin, 2018
- Pselaphodes bakeri Raffray, 1918
- Pselaphodes baoxingensis Huang, Meng-Chi, Li-Zhen Li & Zi-Wei Yin, 2018
- Pselaphodes biwenxuani Yin, Zi-Wei, Li-Zhen Li & Mei-Jun Zhao, 2011
- Pselaphodes bomiensis Yin, Zi-Wei, Li-Zhen Li & Mei-Jun Zhao, 2011
- Pselaphodes condylus Yin, Zi-Wei, Li-Zhen Li & Mei-Jun Zhao, 2011
- Pselaphodes cornutus Yin, Zi-Wei, Li-Zhen Li & Mei-Jun Zhao, 2010
- Pselaphodes cuonaus Yin, Zi-Wei, Li-Zhen Li & Mei-Jun Zhao, 2011
- Pselaphodes daii Yin & Hlaváč, 2013
- Pselaphodes daweishanus Huang, Meng-Chi, Li-Zhen Li & Zi-Wei Yin, 2018
- Pselaphodes dayaoensis Yin, Zi-Wei & Li-Zhen Li, 2012
- Pselaphodes declinatus Yin, Zi-Wei, Li-Zhen Li & Mei-Jun Zhao, 2010
- Pselaphodes distincticornis Yin & Li, 2012
- Pselaphodes elongatus Huang, Meng-Chi, Li-Zhen Li & Zi-Wei Yin, 2018
- Pselaphodes erlangshanus Yin & Li, 2012
- Pselaphodes femoralis Huang, Meng-Chi, Li-Zhen Li & Zi-Wei Yin, 2018
- Pselaphodes fengtingae Yin, Zi-Wei, Li-Zhen Li & Mei-Jun Zhao, 2011
- Pselaphodes flexus Yin & Li, 2012
- Pselaphodes gongshanensis Yin, Zi-Wei, Li-Zhen Li & Mei-Jun Zhao, 2011
- Pselaphodes grebennikovi Yin & Hlaváč, 2013
- Pselaphodes hainanensis Yin & Li, 2013
- Pselaphodes hanmiensis Yin, Zi-Wei, Li-Zhen Li & Mei-Jun Zhao, 2011
- Pselaphodes hlavaci Yin, Zi-Wei, Li-Zhen Li & Mei-Jun Zhao, 2010
- Pselaphodes hui Yin, Zi-Wei & Li-Zhen Li, 2012
- Pselaphodes incisus Huang, Meng-Chi, Li-Zhen Li & Zi-Wei Yin, 2018
- Pselaphodes jizushanus Yin, Zi-Wei, Li-Zhen Li & Mei-Jun Zhao, 2011
- Pselaphodes kishimotoi Yin, Zi-Wei & S.Nomura, 2013
- Pselaphodes kuankuoshuiensis Yin & Li, 2013
- Pselaphodes latilobus Yin, Zi-Wei, Li-Zhen Li & Mei-Jun Zhao, 2010
- Pselaphodes linae Yin & Li, 2012
- Pselaphodes longilobus Yin & Hlaváč, 2013
- Pselaphodes maoershanus Yin, Zi-Wei & Li-Zhen Li, 2012
- Pselaphodes maolanensis Huang, Meng-Chi, Li-Zhen Li & Zi-Wei Yin, 2018
- Pselaphodes meniscus Yin, Zi-Wei, Li-Zhen Li & Mei-Jun Zhao, 2011
- Pselaphodes miraculum Yin, Zi-Wei, Li-Zhen Li & Mei-Jun Zhao, 2010
- Pselaphodes monoceros Yin & Hlaváč, 2013
- Pselaphodes nomurai Yin, Zi-Wei, Li-Zhen Li & Mei-Jun Zhao, 2010
- Pselaphodes paraculeus Huang, Meng-Chi, Li-Zhen Li & Zi-Wei Yin, 2018
- Pselaphodes parvus Yin, Zi-Wei, Li-Zhen Li & Mei-Jun Zhao, 2011
- Pselaphodes pectinatus Yin, Zi-Wei, Li-Zhen Li & Mei-Jun Zhao, 2011
- Pselaphodes pengi Yin & Li, 2013
- Pselaphodes posticus Huang, Meng-Chi, Li-Zhen Li & Zi-Wei Yin, 2018
- Pselaphodes prominulus Huang, Meng-Chi, Li-Zhen Li & Zi-Wei Yin, 2018
- Pselaphodes pseudowalkeri Yin, Zi-Wei & Li-Zhen Li, 2013
- Pselaphodes shii Yin & Li, 2012
- Pselaphodes simoni Raffray, 1894
- Pselaphodes simplicicornis Champion, 1925
- Pselaphodes songxiaobini Huang, Meng-Chi, Li-Zhen Li & Zi-Wei Yin, 2018
- Pselaphodes spinosus Champion, 1925
- Pselaphodes subtilissimus Yin, Zi-Wei, Li-Zhen Li & Mei-Jun Zhao, 2010
- Pselaphodes suthepensis Huang, Meng-Chi, Li-Zhen Li & Zi-Wei Yin, 2018
- Pselaphodes thailandicus Huang, Meng-Chi, Li-Zhen Li & Zi-Wei Yin, 2018
- Pselaphodes tianmuensis Yin, Zi-Wei, Li-Zhen Li & Mei-Jun Zhao, 2010
- Pselaphodes tiantongensis Yin & Li, 2013
- Pselaphodes unicornis Bekchiev & Hlaváč, 2013
- Pselaphodes villosus Westwood, 1870
- Pselaphodes walkeri (Sharp, 1892)
- Pselaphodes wrasei Yin & Li, 2013
- Pselaphodes yanbini Yin, Zi-Wei, Li-Zhen Li & Mei-Jun Zhao, 2011
- Pselaphodes yunnanicus (Hlaváč, Nomura & Hong-Zhang Zhou, 2000)
- Pselaphodes zhongdianus Yin & Li, 2012

## Taxinomie
Le genre est décrit en 1870 par l'entomologiste John Obadiah Westwood.